# Oussama Soukhane
Oussama Soukhane (arab. ‏أسامة سوخان‎; ur. 11 stycznia 1999) – marokański piłkarz, grający na pozycji obrońcy. W sezonie 2020/2021 zawodnik Rai Casablanca. 

## Kariera klubowa
Wychowanek Rai Casablanca, do pierwszego zespołu dołączył 1 grudnia 2019 roku. Zadebiutował w nim 15 stycznia 2020 roku w meczu przeciwko Ittihadowi Tanger, wygranym 1:4. 5 lutego tego samego roku zaliczył pierwszą asystę, w meczu przeciwko Olympique Khouribga, wygranym 2:1. Oussama Soukhane zaliczył asystę przy golu na 2:0. W sezonie 2019/2020 zdobył mistrzostwo kraju. Łącznie w Casablance rozegrał 14 meczów (11 ligowych) i zaliczył jedną asystę.